# Trachyderes
Genre
Trachyderes est un genre de coléoptères de la famille des Cerambycidae (les « capricornes »).

## Systématique
Le genre Trachyderes a été créé en 1817 par le naturaliste suédois Johan Wilhelm Dalman (1787-1828) dans une publication de l'entomologiste suédois Carl Johann Schoenherr (1772-1848),.

## Liste des sous-genres et espèces
Selon BioLib (31 mai 2022) :
- sous-genre Trachyderes (Dendrobias) Dupont in Audinet-Serville, 1834
  - Trachyderes mandibularis (Dupont, 1834)
  - Trachyderes maxillosus (Dupont, 1834)
  - Trachyderes steinhauseni (Hüdepohl, 1987)
- sous-genre Trachyderes (Trachyderes) Dalman in Schönherr, 1817
  - Trachyderes armatus Monné & Martins, 1973
  - Trachyderes badius Dupont, 1840
  - Trachyderes cauaburi Hüdepohl, 1985
  - Trachyderes cingulatus Klug, 1825
  - Trachyderes distinctus Bosq, 1951
  - Trachyderes elegans Dupont, 1836
  - Trachyderes hermani Hüdepohl, 1985
  - Trachyderes hilaris Bates, 1880
  - Trachyderes latecinctus Martins, 1975
  - Trachyderes leptomerus Aurivillius, 1909
  - Trachyderes melas Bates, 1870
  - Trachyderes pacificus Hüdepohl, 1985
  - Trachyderes politus Bates, 1870
  - Trachyderes succinctus (Linnaeus, 1758)

## Publication originale
- (la) C. J. Schoenherr, Synonymia insectorum, oder: Versuch einer Synonymie aller bisher bekannten Insecten; nach Fabricii Systema eleutheratorum etc. geordnet, vol. 1, t. 3, Stockholm, 1817, 508 p. (lire en ligne), p. 364-365.